# Chapelle Notre-Dame de Lorette de Rochefort
Pour les articles homonymes, voir Chapelle Notre-Dame-de-Lorette.
La chapelle Notre-Dame de Lorette est un édifice religieux catholique situé  dans la commune de Rochefort en province de Namur (Belgique). La chapelle ainsi que ses abords immédiats (calvaire, grotte du Saint-Sépulcre et allée de tilleuls) sont classés au patrimoine immobilier de Wallonie.

## Situation
La chapelle est bâtie au sud-est de la ville de Rochefort sur une partie haute avec point de vue (altitude : 225 m) dominant depuis un versant abrupt la vallée de la Lomme coulant 200 mètres plus au nord. Elle se situe dans un environnement boisé le long de la rue Alphonse Collignon.

## Historique
La chapelle actuelle est composée de deux parties bien distinctes et construites à des époques différentes. La partie la plus ancienne est le chœur rectangulaire érigé lors du dernier tiers du XVIIe siècle alors que la nef de plan carré est ajoutée durant le deuxième tiers du XVIIIe siècle. À côté de la chapelle, sur la petite butte surmontant une grotte artificielle construite au XVIIe siècle, se dresse un grand calvaire

## Description

### Chapelle
La nef est entièrement bâtie en pierre calcaire. La porte d'entrée est surmontée d'une imposte cintrée elle-même placée sous une copie en bronze de 1976 des armoiries de Jean-Ernest de Löwenstein (1701-1731), comte de Rochefort. Les deux côtés possèdent une seule fenêtre à linteau bombé et clé sur montants harpés. Le centre de la toiture de la nef est surmonté d'un clocheton carré coiffé d'un dôme et d'une croix. 
Le chœur aux dimensions un peu plus petites que la nef, est construit en pierre calcaire pour le tiers inférieur et en brique pour les deux tiers supérieurs. Il est aveugle mais possède deux petites portes placées du côté sud et une du côté nord. 
La chapelle est décorée d’un mobilier du XVIIe siècle et de statues de la même époque.

### Grotte du Saint-Sépulcre et calvaire
La grotte artificielle du Saint-Sépulcre construite au cours du XVIIe siècle renferme en son fond une copie d’un Christ en gisant. Elle se trouve à quelques mètres du côté nord de la chapelle. Elle sert de base à un grand calvaire en bois au pied duquel une pierre du socle rappelle la bénédiction du calvaire le 4 août 1645 par l’évêque suffragant de Liège. Le calvaire est une copie conforme de celui qui avait été démonté en 1890.

## Classement
La chapelle de Lorette ainsi que le calvaire et le Saint-Sépulcre qui lui sont proches et l'ensemble formé par lesdits édifices, leurs abords immédiats et l'allée des tilleuls qui y conduit, avec la bordure de celle-ci sont repris sur la liste du patrimoine immobilier classé de Rochefort depuis le 2 décembre 1959. 
Le chemin bordé de 49 tilleuls tricentenaires formant extension de classement de la chapelle de Lorette, du calvaire et du Saint-Sépulcre et de l'ensemble formé par lesdits édifices, leurs abords immédiats et l'allée de tilleuls qui y conduit, avec la bordure de celle-ci sont repris sur la liste du patrimoine immobilier classé de Rochefort depuis le 4 novembre 1976.